# Blauschillernder Feuerfalter

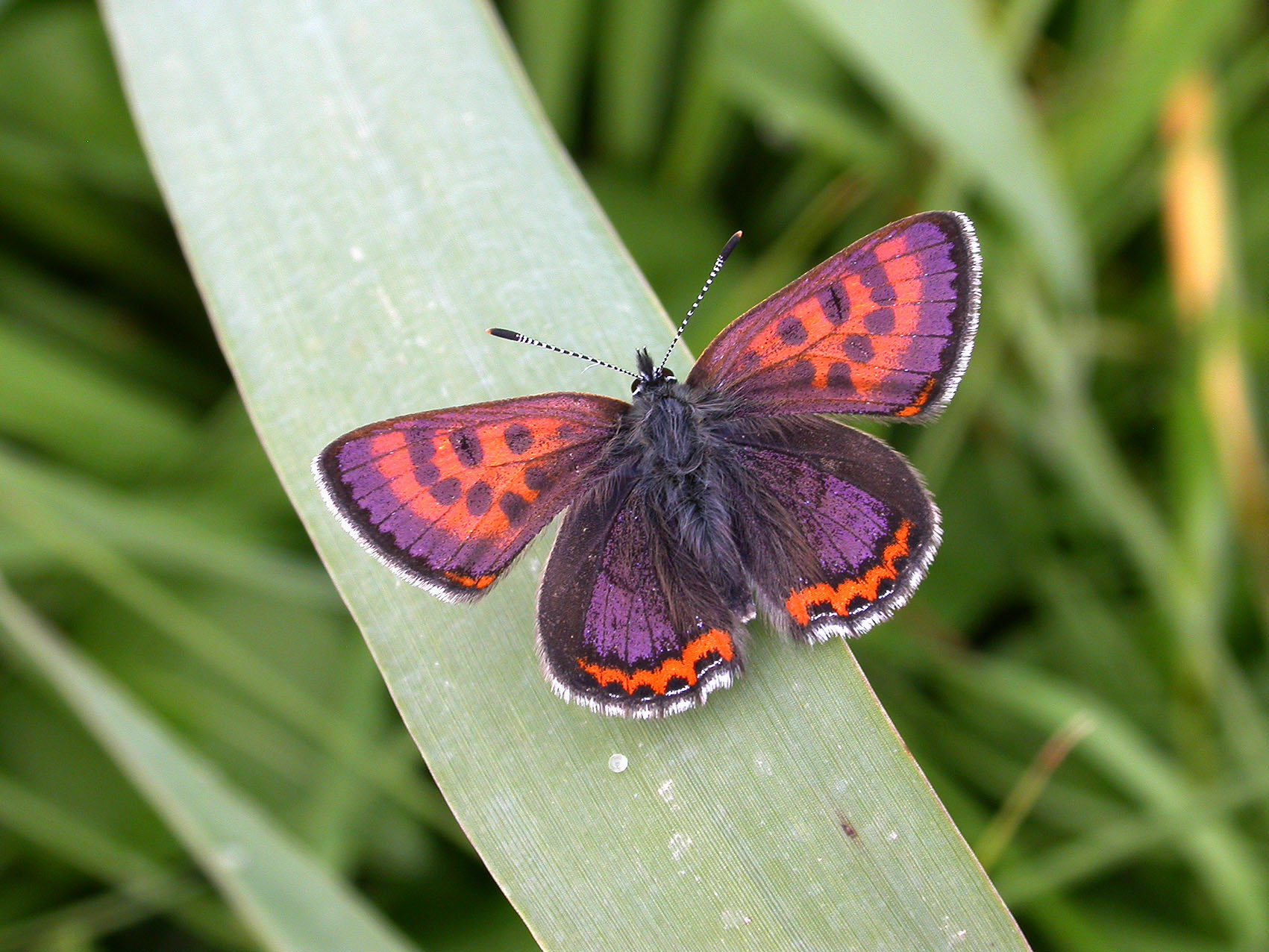
Blauschillernder Feuerfalter ♂

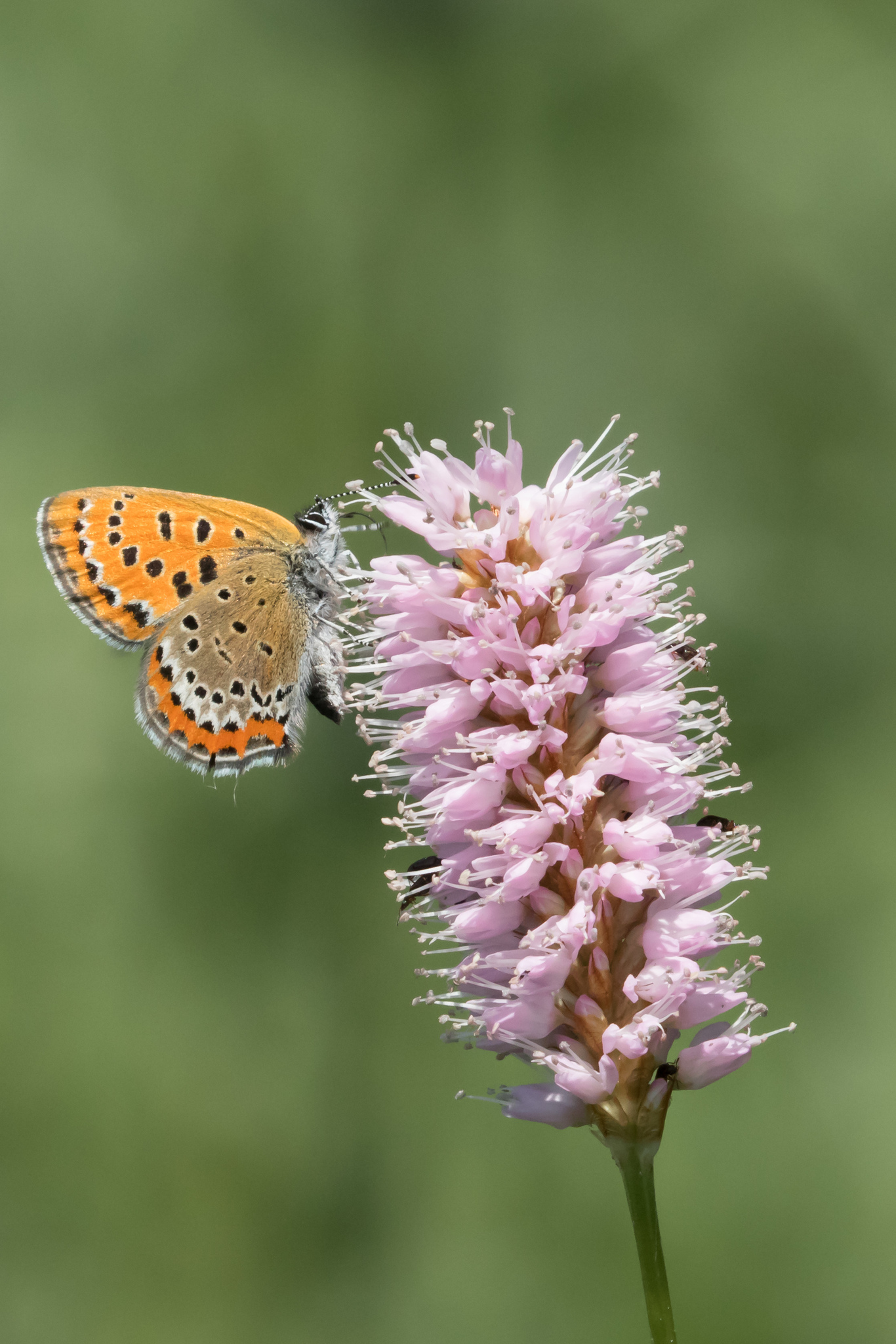
Flügelunterseiten. Der Falter sitzt auf einem Schlangen-Knöterich.

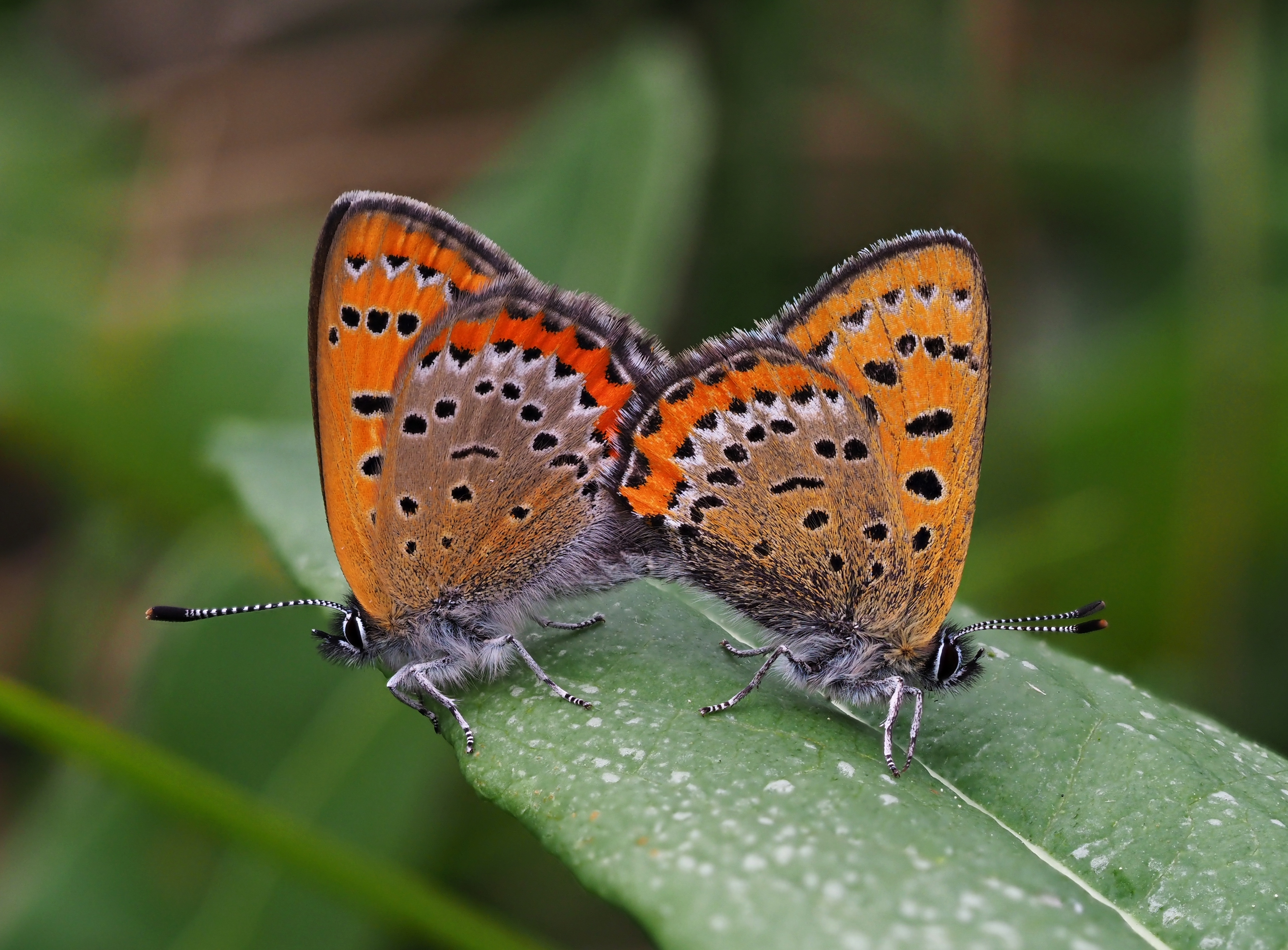
Blauschillernder Feuerfalter (Lycaena helle), Paarung

Der Blauschillernde Feuerfalter (Lycaena helle) ist ein Schmetterling (Tagfalter) aus der Familie der Bläulinge (Lycaenidae). 

## Merkmale
Der Falter hat eine Vorderflügellänge von nur 12 bis 14 Millimetern. Er sieht dem Kleinen Feuerfalter (Lycaena phlaeas) recht ähnlich und zählt mit ihm zu den kleinsten Feuerfaltern. Seinen Namen verdankt er einem Blau- bzw. Violettschiller, der sich beim Männchen über die gesamte Flügeloberfläche, beim Weibchen dagegen nur über Randstellen erstreckt. Die Flügelunterseiten des Falters sind leuchtend orange gefärbt und zeigen eine Zeichnung aus schwarzen Punkten und weißen Halbmonden. Der Feuerfalter, der in Fennoskandinavien vorkommt, hat eine schwächer ausgeprägte Färbung auf den Flügeloberseiten.

### Ähnliche Arten
- Kleiner Feuerfalter (Lycaena phlaeas)

## Vorkommen
Der Blauschillernde Feuerfalter ist eine boreale Art und kommt in Europa nur lokal in kleinen Populationen, jedoch mit hoher Populationsdichte vor. Das Gesamtverbreitungsgebiet reicht von Nord- und Mitteleuropa über Russland und Sibirien bis zum Amur. In Europa kommt er im Osten der französischen Pyrenäen, im Nordwesten der Schweiz, im Süden Belgiens, im Naturpark Hohes Venn-Eifel, in Süddeutschland und in Polen vor. In Lettland ist die Art ausgestorben. Man findet sie bis in eine Höhe von 1.800 Metern. Sie leben auf Feuchtwiesen, meist in der Nähe von Flüssen, Seen und Hochmooren, mit großen Beständen der Raupenfutterpflanzen.

## Lebensweise
Die Art fliegt an den Vorkommensorten mit hoher Populationsdichte zur Blütezeit der Sumpfdotterblume (Caltha palustris) und des Wiesen-Schaumkrauts (Cardamine pratensis).

### Flug- und Raupenzeiten
Der Falter fliegt in einer Generation je nach Region von Mai bis Juli.

### Nahrung der Raupen
In mitteleuropäischen Populationen ernähren sich die Raupen vom Schlangen-Knöterich (Persicaria bistorta), die Raupen in Fennoskandinavien fressen Knöllchen-Knöterich (Persicaria vivipara).

## Entwicklung
Das Weibchen legt seine Eier einzeln an der Blattunterseite der Futterpflanzen ab. Die jungen Raupen sind durch ihre weißliche bis hellgraue Färbung bestens getarnt, fressen an der Unterseite der Blätter ein charakteristisches Muster und lassen eine Schicht der Cuticula als Fenster übrig. Mit fortschreitendem Alter nehmen die Raupen eine zunehmend grüne Farbe an und fressen dann an der Blattoberseite. Die Puppen sind klein, weißlich-grau gefärbt und werden an Laub oder trockenen Stängeln befestigt. Als einzige Feuerfalterart überwintern die Puppen des Blauschillernden Feuerfalters.

## Gefährdung und Schutz
Die Art ist durch die Trockenlegung und Verwaldung von Feuchtwiesen stark gefährdet und teilweise vom Aussterben bedroht. Deswegen ist sie in der Bundesartenschutzverordnung als „streng geschützt“ aufgeführt. Zudem genießt die Art auch europarechtlich besonderen Schutzstatus und wird in den Anhängen II („Art von gemeinschaftlichem Interesse, für deren Erhaltung besondere Schutzgebiete ausgewiesen werden müssen“) und IV („Streng zu schützende Art von gemeinschaftlichem Interesse“) der Fauna-Flora-Habitat-Richtlinie der EU geführt. In Deutschland ist sie in der Rote Liste gefährdeter Arten als „Stark gefährdet (Kategorie 2)“ gelistet, in mehreren Bundesländern wird die Art bereits als ausgestorben geführt. In Österreich wird die Art als „vom Aussterben bedroht“ (CR) eingestuft.